# Sasinkovo
Sasinkovo (em húngaro: Ság) é um município da Eslováquia, situado no distrito de Hlohovec, na região de Trnava. Tem 12,41 km² de área e sua população em 2018 foi estimada em 858 habitantes.

## Demografia
| Ano:        | 1994 | 2004   | 2014   | 2024   |
| ----------- | ---- | ------ | ------ | ------ |
| Broj ljudi: | 897  | 872    | 854    | 813    |
| Razlika:    |      | -2,78% | -2,06% | -4,80% |

| Ano:               | 2023 | 2024   |
| ------------------ | ---- | ------ |
| Número de pessoas: | 837  | 813    |
| Diferença:         |      | -2,86% |